# Chara-Zucha
Il Chara-Zucha (in russo Хара-Зуха?; in calmucco: Char Zuuch, Хар Зуух) è un fiume della Russia europea meridionale, affluente di destra del Manyč occidentale. Scorre nel territorio della Calmucchia.

## Descrizione
Il fiume ha origine sulle pendici dell'altopiano di Ergeni nel distretto urbano della città di Ėlista. Cambia spesso direzione e nel corso medio e inferiore forma numerosi meandri; nel basso corso scorre quasi parallelo al Manyč. La foce del fiume si trova nel distretto Prijutnenskij della Calmucchia, vicino al confine con il Territorio di Stavropol', a 376 km dalla foce del Manyč. Ha una lunghezza di 109 km, il suo bacino è di 938 km².
Nella valle del fiume è comune il tipo di suolo kastanozem, spesso associato al solonec.

## Clima
Il bacino idrografico è caratterizzato da un clima molto arido. Le precipitazioni sono di circa 300 mm all'anno, e l'evaporazione, dovuta alle elevate temperature estive, ai venti secchi prolungati e, quindi, alla bassa umidità relativa, è estremamente elevata. La massima portata d'acqua si osserva durante il periodo delle piene primaverili (febbraio-maggio). Il fiume è caratterizzato da magre estive-autunnali, talvolta interrotte da piene piovose. 